# Rodah Lyali
Rodah Lyali (ur. 22 listopada 1976) – kenijska siatkarka, grająca jako rozgrywająca. Obecnie występuje w drużynie Kenya Pipeline Company.